# Nombre 202
El nombre 202 (CCII) és el nombre natural que segueix el nombre 201 i precedeix el nombre 203.
La seva representació binària és 11001010, la representació octal 312 i l'hexadecimal CA.
La seva factorització en nombres primers és 2×101; altres factoritzacions són 1×202 = 2×101.
Es pot representar com a la suma de quatre nombres primers consecutius: 43 + 47 + 53 + 59 = 202; és un nombre 2-gairebé primer: 2 X 101 = 202.

## En altres dominis
- 202 és el prefix telefònic del Districte de Columbia.